# Just Testing
Just Testing – dziesiąty album studyjny Wishbone Ash.

## Lista utworów
1. „Living Proof”
2. „Haunting Me”
3. „Insomnia”
4. „Helpless”
5. „Pay the Price”
6. „New Rising Star”
7. „Master of Disguise”
8. „Lifeline”

## Twórcy albumu
- Martin Turner – gitara basowa, wokal
- Andy Powell – gitara, wokal
- Laurie Wisefield – gitara, wokal
- Steve Upton – perkusja